# Table Rock (Missouri)
Table Rock is een plaats (village) in de Amerikaanse staat Missouri, en valt bestuurlijk gezien onder Taney County.

## Demografie
Bij de volkstelling in 2000 werd het aantal inwoners vastgesteld op 229.

## Geografie
Volgens het United States Census Bureau beslaat de plaats een oppervlakte van
0,5 km², geheel bestaande uit land.

## Plaatsen in de nabije omgeving
De onderstaande figuur toont nabijgelegen plaatsen in een straal van 12 km rond Table Rock.